# In Hearing of Atomic Rooster
In Hearing of Atomic Rooster è il terzo album in studio del gruppo rock britannico Atomic Rooster, pubblicato nel 1971. È generalmente considerato l'ultimo album degno di nota del complesso: la forza e la grinta del precedente album è svanita nella costante ricerca, da parte del tastierista e leader del gruppo Vincent Crane, di una fetta sempre più ampia di ascoltatori, portando ad un rapido ed incessante crollo della popolarità del gruppo. Inoltre, è l'ultimo album inciso assieme al chitarrista John Du Cann e al batterista Paul Hammond, nonché l'unico registrato con il cantante Pete French.

## Il disco
Dopo la svolta hard 'n' heavy del precedente full-length Death Walks Behind You,  Vincent Crane ritenne insoddisfacenti le doti canore del chitarrista John Du Cann, e di conseguenza decise di reclutare il cantante Pete French, creando malcontento in Du Cann. Infatti, fin dall'uscita di Nick Graham, era stato lui a cantare le canzoni per il gruppo, compreso i loro più grandi successi fino ad allora Tomorrow Night e Devil's Answer. Durante le registrazioni, l'apporto creativo di Du Cann venne sempre più limitato al ruolo di chitarrista, firmando solamente i due pezzi Break the Ice e Head in the Sky, che lontanamente ricordano i suoni dell'album di un anno prima. Ben quattro canzoni su otto sono co-firmate da Crane e la sua prima moglie Pat Darnell: Breakthrough, Decision/Indecision, Black Snake (in cui tra l'altro la voce solista è proprio di Crane) e The Price; le strumentali A Spoonful of Bromide Helps the Pulse Rate Go Down e The Rock (in cui appare anche un curioso arrangiamento per ottoni) sono del solo Crane. 
Gli screzi tra Crane e Du Cann arrivarono al punto di non ritorno quando John si accorse che Vincent aveva mixato via dal disco gran parte del lavoro fatto con le chitarre. A quel punto, sia Du Cann che Hammond lasciarono il gruppo, venendo sostituiti da Steve Bolton, futuro collaboratore dei The Who negli anni '80, e dal già rodato Ric Parnell, che a sua volta aveva già suonato coi Rooster prima dell'ingaggiamento di Hammond. Il singolo Devil's Answer ricevette una sovraincisione delle parti vocali con la voce di French, ed inserita nella versione statunitense dell'album. Verso la fine dell'anno, tuttavia, anche Pete French lasciò il gruppo per andare nei Cactus, venendo sostituito da Chris Farlowe, ex cantante solista dei Colosseum e cantante di ruolo dei Rooster fino al 1974; per l'album successivo, Made in England, passeranno alla Dawn.  Ironia della sorte, furono proprio Bolton e French a riformare gli Atomic Rooster nel 2016, senza Crane, morto d'overdose nel 1989.
Musicalmente, le sonorità dure del primo album sfociano in uno stile più dolce, nel tentativo di conquistare una maggior fetta di pubblico: il risultato è un album più commerciale del precedente, più accessibile, e che già si avvia verso uno stile di mestiere, facendo perdere molto dello stile originale del gruppo.

### La copertina
La copertina, un gatefold sleeve, è stata disegnata dal noto illustratore Roger Dean, e rappresenta una anziana in ascolto con una cornetta (fronte), che fugge spaventata lasciandola cadere (retro), dalla quale escono John Cann, Pete French, Paul Hammond e Vincent Crane in miniatura (interno).

## Tracce
Lato 1
1. Breakthrough (Crane, Darnell) – 6:18
2. Break the Ice (Du Cann) – 4:59
3. Decision/Indecision (Crane, Darnell) – 3:50
4. A Spoonful of Bromide Helps the Pulse Rate Go Down (Crane) – 4:38

Lato 2
1. Black Snake (Crane, Darnell) – 5:59
2. Head in the Sky (Du Cann) – 5:38
3. The Rock (Crane) – 4:31
4. The Price (Crane, Darnell) – 5:16

## Crediti

### Atomic Rooster
- John Du Cann – chitarre
- Vincent Crane – organo Hammond, piano, linee di basso, voce solista in Black Snake ed arrangiamento ottoni ne The Rock
- Peter French – voce solista
- Paul Hammond – batteria, percussioni

### Atomic Rooster durante il tour nordamericano del 1971
- Vincent Crane: organo Hammond, piano, linee di basso
- Pete French: voce solista
- Steve Bolton: chitarre
- Ric Parnell: batteria

### Realizzazione
- Vincent Crane e Atomic Rooster - produzione
- Roger Dean - copertina